# Dula Meketa
La Dula Meketa est un sport de combat éthiopien pratiqué par les Oromos qui fait usage de bâtons de combat.